# Ruhora
Ruhora är ett periodiskt vattendrag i Burundi.   Det ligger i provinsen Bubanza, i den nordvästra delen av landet, 27 kilometer nordost om huvudstaden Bujumbura.
I omgivningarna runt Ruhora växer i huvudsak städsegrön lövskog. Runt Ruhora är det tätbefolkat, med 308 invånare per kvadratkilometer.